# Dnewnyk Ruskij
Dnewnyk Ruskij (Дневник русский) — еженедельная галицкая газета, издававшаяся в период революции 1848 года полонофильской организацией «Русский собор».
30 августа 1848 года вышел первый номер газеты, инициатором издания которой выступил Генрих Яблонский. На должность главного редактора удалось привлечь известного галицко-русинского писателя Ивана Вагилевича, обещав ему зарплату в 1200 золотых рынских и пенсию в 600 рынских, в случае если издание прекратит выходить. Когда Наумович колебался браться за редакцию газеты, обращая внимание на то, что консистория не даст разрешения, поляки посоветовали ему «плюнуть на консисторию», ибо скоро Австрийская империя распадётся, и власть будут иметь поляки, а не консистория.
Еженедельник «Dnewnyk Ruskij» печатался на народном языке латинским алфавитом, часть тиража печаталась кириллицей. Первый номер вышел 18(30) августа 1848 года, последний — 13(25) октября 1848 года. Всего было выпущено девять номеров газеты. Идейное содержание газеты полностью укладывалось в идеологию Русского собора. В ней помещались статьи с критикой Главной русской рады, материалы о польско-русинском единстве и антироссийские выпады. Так, с критикой идей Главной русской рады о разделе Галиции на польскую и «рускую» части в третьем номере газеты выступил Кирилл Венковский: «…Одним словом, не могу моим простым умом понять, какую пользу принести может народу рускому раздел Галиции на рускую и польскую, запроектированный некоторыми темными, самолюбивыми, желающими почестей и повышений Русинами — настроенными черно-желтой лицемерной бюрократией; равно как и всякое иное отделение от Поляков.» По мнению О. А. Мончаловского,
«Dnewnyk Ruskij» имел целью противодействие органу «русофилов» «Зоре галицкой».
Размещались в газете и материалы на украинскую тематику, не получившие еще в Галиции распространения идеи украинского сепаратизма, мысли об объединении поляков и малороссов в борьбе против российского царизма.

…А Польша приобретет, отдавая справедливость Русинам, для себя народ, который с ней вместе как две сестры родные будет сиять на горизонте политики европейской. Не думаю хвалиться, не признаю лукавых сервилистических тенденций членов святоюрской рады, действующих по призыву Стадиона, но слышу голос народа, борющегося в путах деспотизма, слышу призыв мучеников народного дела Шевченко, Костомарова, Кулиша и других […]. Дело это будет подлинным шагом вперед, потому что под одно знамя созовет 22.000.000 людей, которые в большей части являются теперь индифферентистами. Дело это будет в себе носить зародыш гибели для царизма (Dilo toje budet w sobi nosyty zarod pahuby dla caratu).
В газете содержались положительные отзывы о деятельности Т. Г. Шевченко и Кирилло-Мефодиевского братства, на это указывает «История Украинской ССР»:

Газета «Дневник руський» в октябре 1848 г. в статье «Слово о Руси и её политическом положении» писала, что Т.Шевченко «сегодня считается мучеником дела руськой свободы…». И.Вагилевич на страницах этой газеты называл Т.Шевченко знаменитым поэтом, стихотворения которого «полны страстного чувства». В этой же газете польский поэт Г.Яблонский напечатал стихотворение «Мученикам вольности 1847 г.», в котором воспевал кирилло-мефодиевцев как борцов и мучеников «за свободу, за вольность братий».
Положительная оценка газетой также давалась гетманам Мазепе и Выговскому. Таким образом, «Dnewnyk Ruskij» распространял историческую концепцию, легшую впоследствии в основу идеологии украинского национализма.
Помимо политических материалов, в газете печатались статьи о литературе, юмористические скетчи и советы фермерам.
Несмотря на активную деятельность членов Русского собора и участие в издании газеты члена «Русской троицы» Ивана Вагилевича, их идеи не нашли поддержки среди населения Галиции. Просуществовав меньше года, газета перестала выпускаться.